# Catholicisme en Afrique
 (octobre 2016).
Si vous disposez d'ouvrages ou d'articles de référence ou si vous connaissez des sites web de qualité traitant du thème abordé ici, merci de compléter l'article en donnant les références utiles à sa vérifiabilité et en les liant à la section « Notes et références ».
L'Église catholique en Afrique fait partie de  l'Église catholique. À peu près un cinquième de la population africaine est aujourd'hui catholique. Les catholiques africains ne représentent qu'un dixième des catholiques dans le monde.
En 2005, 137,5 millions d'Africains (16,6 %) sont membres de l'Église catholique.
En 2009, lorsque le pape Benoît XVI a visité l'Afrique, l'effectif a été estimé à 158 millions. Selon le Vatican, l'Afrique compte 222 millions de baptisés en 2015, soit 19,4 % de la population africaine. Ce chiffre a augmenté de 1,6 point de 2010 à 2015.

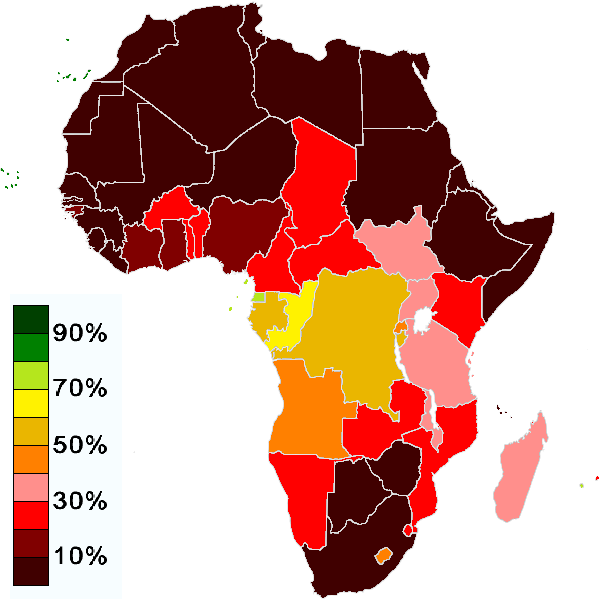
Proportion de catholiques en Afrique par pays (2014)

## Histoire

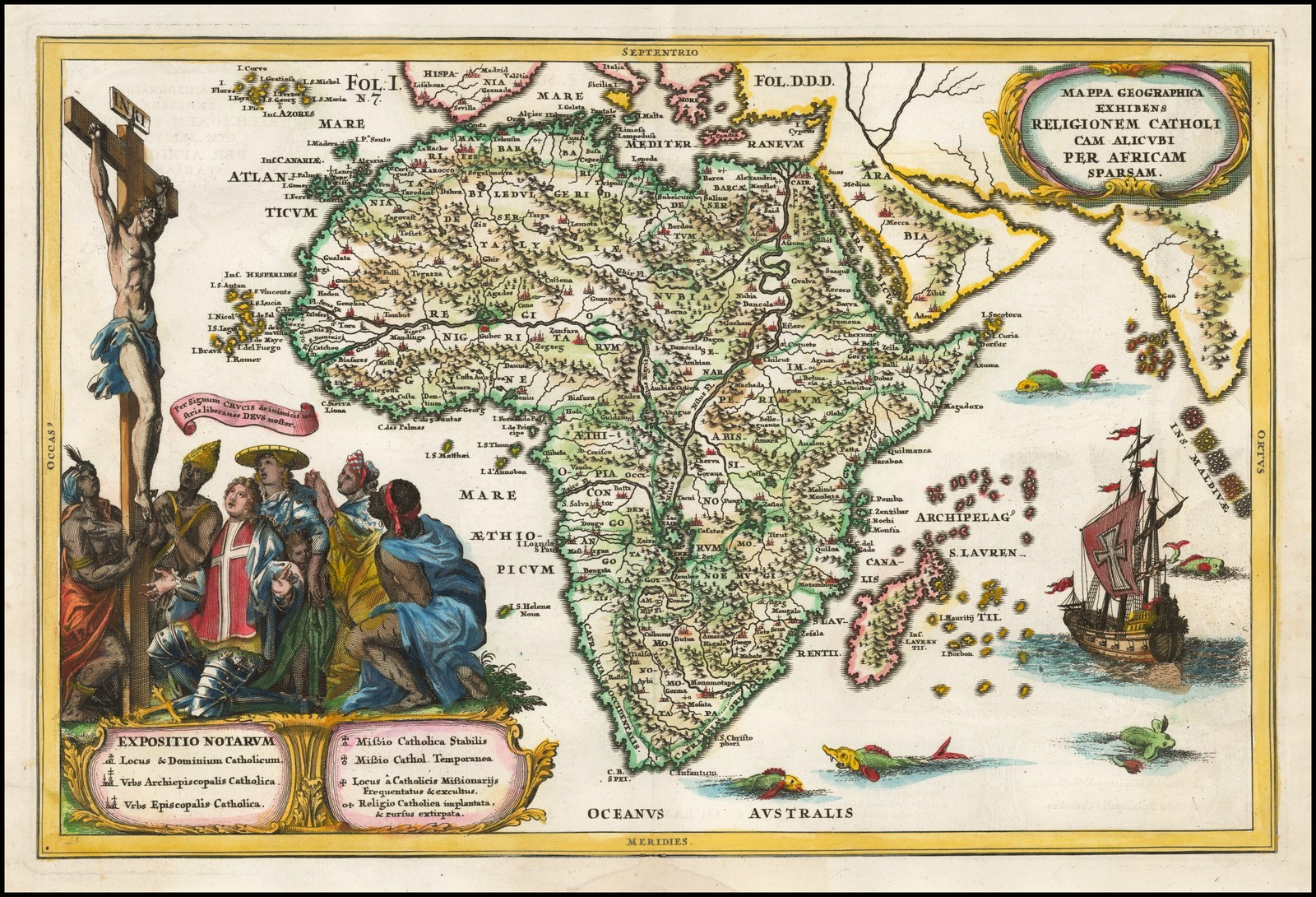
Heinrich Scherer, Mappa Geographica exhibens Religionem Catholicam alicubi per Africam sparsam, circa 1710

Selon la tradition, la christianisation de l'Afrique commence dès la Fuite en Égypte de la Sainte Famille fuyant le massacre des Innocents par Hérode Ier le Grand.
Elle s'installe à Al-Matariyyah (anc. Mataréa) situé dans un quartier de Héliopolis (Égypte).
Les Égyptiens convertis (les Coptes) préserveront l'arbre et le puits de Marie.
Selon la tradition, l'évangélisation de l'Afrique commence en 47, par la fondation du patriarcat d'Alexandrie en Égypte par Marc envoyé par Pierre. Il y meurt martyr en 67. 
Ses reliques supposées sont conservées dans la cathédrale copte de Saint-Marc.

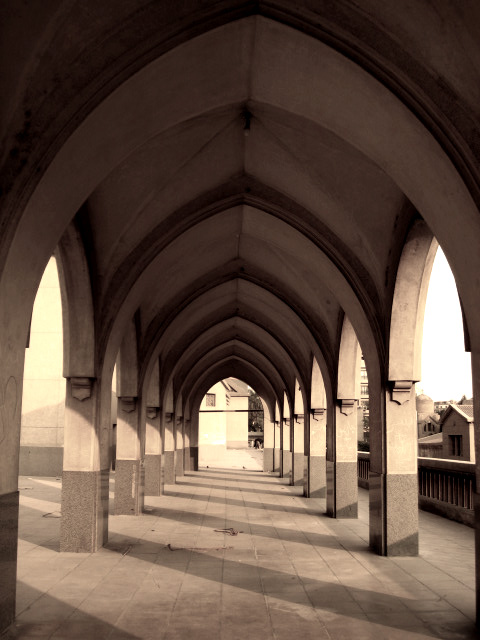
Cathédrale copte de Saint-Marc, Le Caire.

Dans les siècles suivants, de nombreux missionnaires évangélisent l'Afrique, certains deviendront pape:
- En Égypte : 
  - Origène, né en 185 à Alexandrie
  - Clément d'Alexandrie
- En Tunisie (province romaine d'Afrique) : 
  - Tertullien, né entre 150 et 160 à Carthage
  - Victor Ier, (pape de 189 à 199)
  - Cyprien de Carthage, (200-258)
  - Miltiade, (pape de 311 à 314)
  - Gélase Ier, (pape de 492 à 496)
- En Algérie (Maurétanie Césarienne) : Augustin d'Hippone né en 354 à Thagaste[4].

À la suite de la conquête de l'Afrique par les musulmans,
les missionnaires sont envoyés en Palestine (croisades) pour libérer Jérusalem avec chaque Ordre militaire, ainsi qu'en Espagne (Reconquista).
Puis en 1566, la Compagnie de Jésus évangélise l'Amérique et l'Asie, avec les Missions étrangères de Paris.

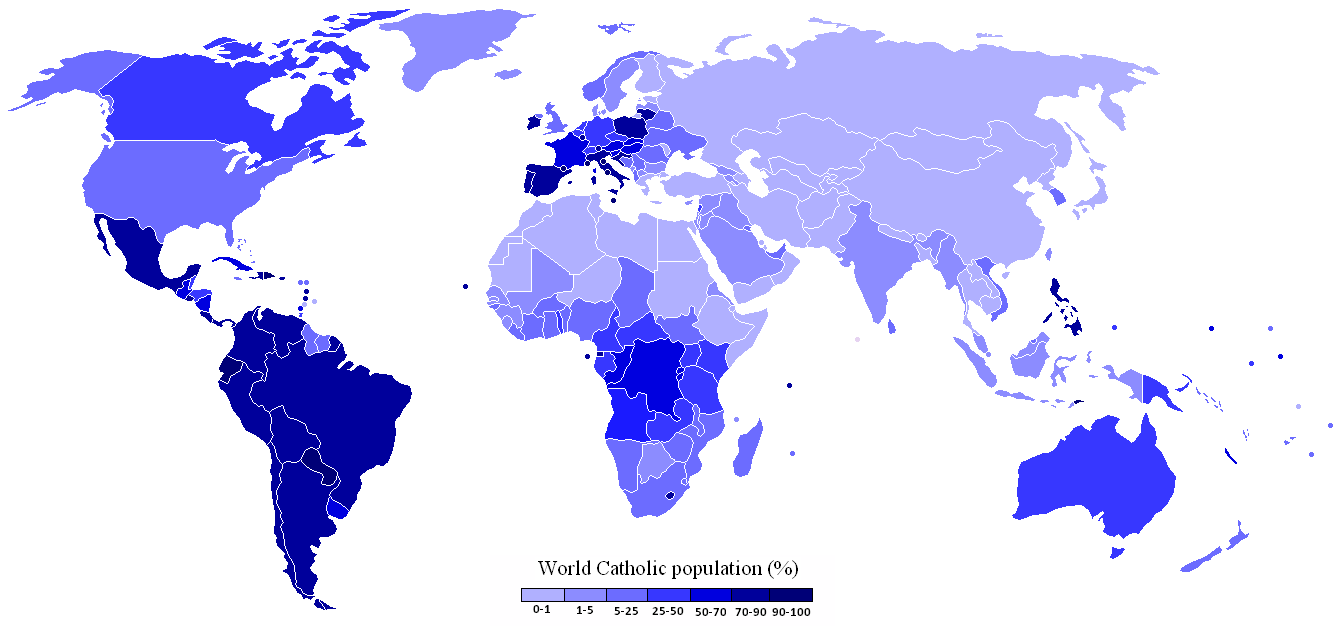
L’Église catholique.

Enfin les missions reprendront en Afrique après la prise d'Alger (1830) :
- 1833 : Île Réunion : Frère Scubilion ;
- 1839 : Éthiopie : Justin de Jacobis ;
- 1853 : Lesotho et Afrique du Sud : Joseph Gérard ;
- 1857 : Soudan : Daniel Comboni ;
- 1859 : Sierra Leone : Melchior de Marion-Brésillac ;
- 1868 : Algérie : Charles Martial Lavigerie ;
- 1875 : Madagascar : Jacques Berthieu ;
- 1901 : Algérie : Charles de Foucauld.

## Structure et organisation
Comme dans le reste du monde, l’Église catholique en Afrique est divisée en paroisses, doyennés, diocèses et provinces ecclésiastiques. 
Les limites des provinces ecclésiastiques ne coïncident pas toujours avec les frontières nationales.
Dans les zones de mission où la hiérarchie de l’Église n’est pas encore complètement établie, on parle de vicariats apostoliques avec son Vicaire Apostolique.
Après le concile Vatican II (1962), le Symposium des conférences épiscopales d’Afrique et de Madagascar (SCEAM ou SECAM) a été créé. Ce colloque réunit toutes les conférences épiscopales catholiques d’Afrique.
Le continent africain est divisé en dix régions épiscopales:

### Région centrafricaine
Association des conférences épiscopales de la région de l'Afrique centrale (ACERAC) :
- Conférence épiscopale nationale du Cameroun (en) ;
- Conférence épiscopale centrafricaine (en) ;
- Conférence épiscopale du Congo ;
- Conférence épiscopale du Gabon (en) ;
- Conférence épiscopale de Guinée équatoriale (en) ;
- Conférence épiscopale du Tchad (en).

### Afrique Centrale
Association des conférences épiscopales de l’Afrique centrale (ACEAC) :
- Conférence des évêques catholiques du Burundi (CECAB) ;
- Conférence épiscopale nationale du Congo (CENCO) ;
- Conférence épiscopale du Rwanda (CEPR).

### Afrique occidentale anglophone
Association des conférences épiscopales de l’Afrique de l’Ouest anglophone (en anglais : Association of Episcopal Conferences of Anglophone West Africa, AECAWA) :
- Conférence inter-territoriale des évêques catholiques de Gambie et Sierra Leone (Inter-territorial Catholic Bishops’ Conference of the Gambia and Sierra Leone, ITCABIC) ;
- Conférence des évêques du Ghana (Ghana Bishops’ Conference) ;
- Conférence des évêques catholiques du Liberia (Catholic Bishops’ Conference of Liberia) ;
- Conférence des évêques catholiques du Nigéria (Catholic Bishops’ Conference of Nigeria).

### Égypte
Assemblée de la hiérarchie catholique d’Égypte.

### Afrique orientale

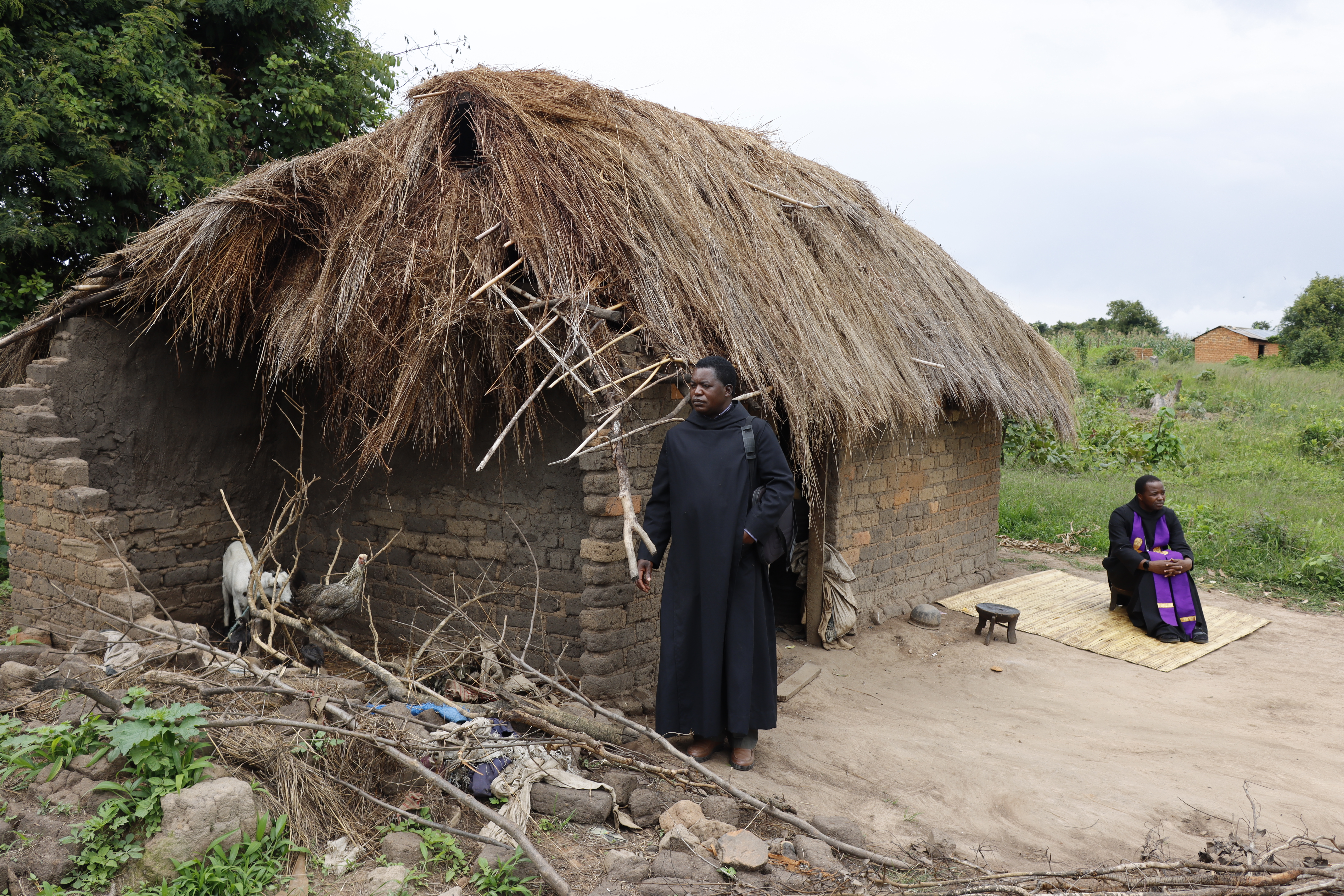
Deux moines visitant une famille en difficulté dans la région de Rukwa (Tanzanie)

Association des conférences épiscopales membres d’Afrique de l’Est (Association of Member Episcopal Conferences in Eastern Africa, AMECEA) :
- Conférence épiscopale inter-rituelle d’Éthiopie  ;
- Conférence des évêques catholiques du Kenya ;
- Conférence épiscopale du Malawi ;
- Conférence épiscopale d’Ouganda ;
- Conférence des évêques catholiques du Soudan et du Soudan du Sud ;
- Conférence épiscopale de Tanzanie ;
- Conférence des évêques catholiques de Zambie.

### Afrique de l’Ouest francophone
Conférence épiscopale régionale de l’Afrique de l’Ouest francophone (CERAO) :
- Conférence des évêques du Bénin ;
- Conférence épiscopale Burkina-Niger ;
- Conférence des évêques catholiques de Côte d’Ivoire ;
- Conférence épiscopale de la Guinée ;
- Conférence épiscopale du Mali ;
- Conférence des évêques du Sénégal, de la Mauritanie, du Cap-Vert et de Guinée-Bissau ;
- Conférence épiscopale du Togo.

### Afrique du Nord
Conférence des évêques de la région Nord de l’Afrique (CERNA).

### Afrique du Sud
Réunion inter-régionale des évêques du Sud de l'Afrique (en anglais : Inter-Regional Meeting of Bishops of Southern Africa, IMBISA) :
- Conférence épiscopale d’Angola et de Sao Tomé (en portugais : Conferencia Episcopal de Angola e São Tomé, CEAST) ;
- Conférence des évêques catholiques du Lesotho (en) (en anglais : Lesotho Catholic Bishops’ Conference) ;
- Conférence des évêques catholiques namibiens (en) (en anglais : Namibian Catholic Bishops’ Conference, NCBC) ;
- Conférence épiscopale du Mozambique (pt) (en portugais : Conferência Episcopal de Moçambique, CEM) ;
- Conférence des évêques catholiques d’Afrique australe (en anglais : Southern African Catholic Bishops’ Conference, SACBC) ;
- Conférence des évêques catholiques du Zimbabwe (en) (en anglais : Zimbabwe Catholic Bishops’ Conference, ZCBC).

### Madagascar
Conférence épiscopale de Madagascar.

### Océan Indien
Conférence épiscopale de l’océan Indien (CEDOI), qui regroupe :
- vicariat apostolique de l’archipel des Comores, qui couvre les Comores et Mayotte ;
- diocèse de Port-Louis ;
- diocèse de Saint-Denis de La Réunion ;
- diocèse de Port Victoria ;
- vicariat apostolique de Rodrigues.

## Abus sexuels
La théologienne congolaise Josée Ngalula travaille notamment sur les abus sexuels au sein de l’Église catholique en Afrique. Elle explique le silence autour de ces agressions pour des raisons culturelles : le sexe est toujours un tabou, l’honneur de la communauté reste prioritaire et un « chef a toujours raison ». De plus, la perte de la virginité peut conduire à l'exclusion du groupe. Ainsi cette « culture du silence permet aux auteurs de violences sexuelles de maintenir leurs victimes sous leur domination ».

### Ordres missionnaires
- Société des missions africaines
- Rédemptoristes
- Pères blancs